# مالونونتريل
مالونونتريل (نتريل المالون) هو مركب كيميائي من مجموعة النتريلات له الصيغة الكيميائية CH2(CN)2، ويكون على شكل سائل عديم اللون.

## التحضير
يحضر نتريل المالون من تفاعل مركب كلورسيانو الأسيتيلين مع الأمونياك. كما يمكن التحضير من تفاعل أسيتونتريل مع كلوريد السيانوجين.

## الخصائص
لمركب نتريل المالون صفة حمضية، حيث تبلغ قيمة ثابت تفكك الحمض pKa حوالي 11 في الماء.

## الاستخدامات
يستخدم نتريل المالون في تكاثف كنوفيناغل من أجل تحضير غاز سي إس.
كما يستخدم كمادة بادئة مناسبة من أجل تفاعل غيفالد، حيث يتكاثف كيتون أو ألدهيد مع نتريل المالون بوجود عنصر الكبريت وقاعدة كيميائية للحصول على 2-أمينو ثيوفين.